# Jeux interalliés

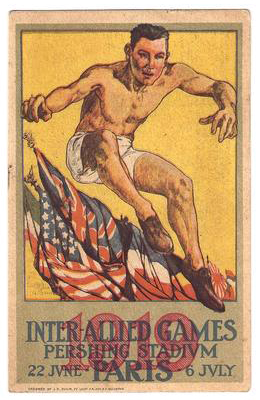
Affiche des Jeux interalliés de 1919.

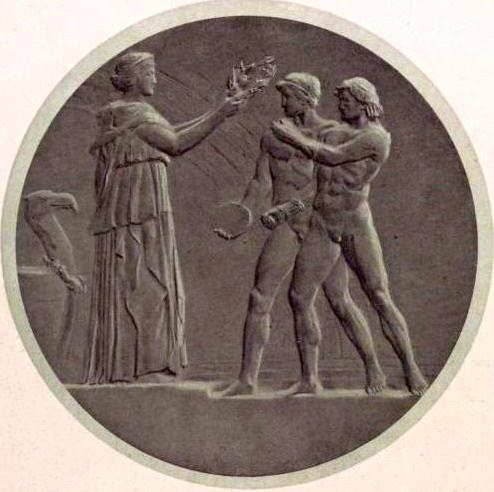
Médailles remises aux vainqueurs des épreuves des Jeux.

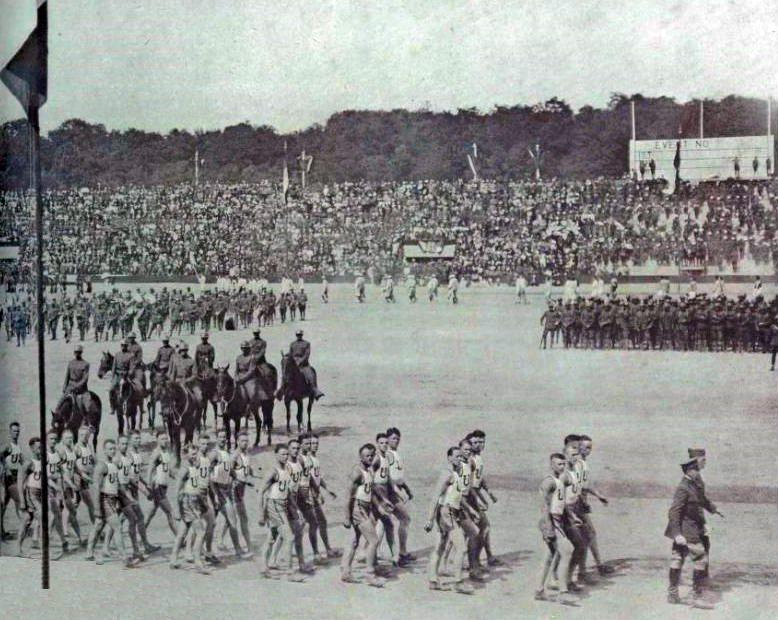
L'équipe américaine lors de la cérémonie d'ouverture.

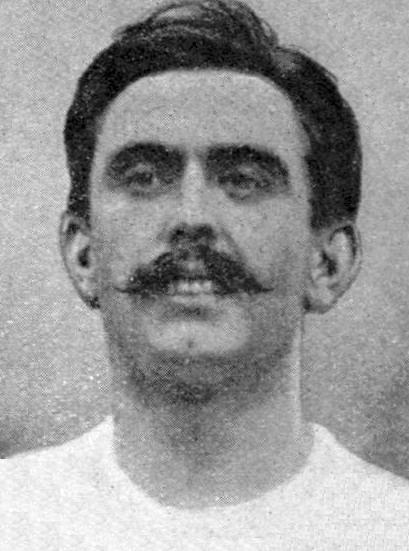
Le Français Jean Vermeulen, vainqueur du cross-country et du marathon modifié.

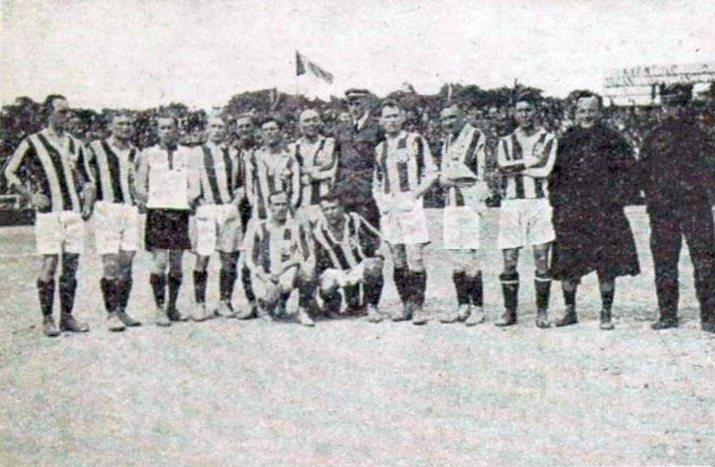
L'équipe de football de Tchécoslovaquie, victorieuse de son tournoi.

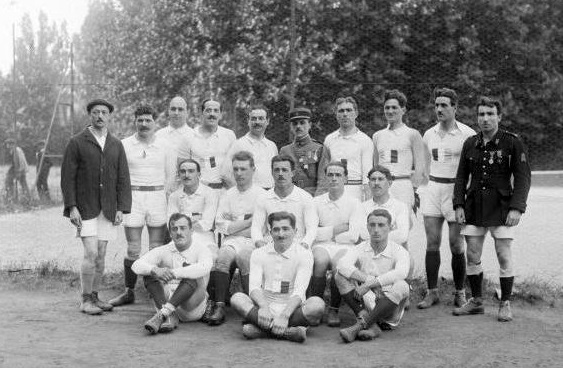
L'équipe de France de rugby, victorieuse du sien.

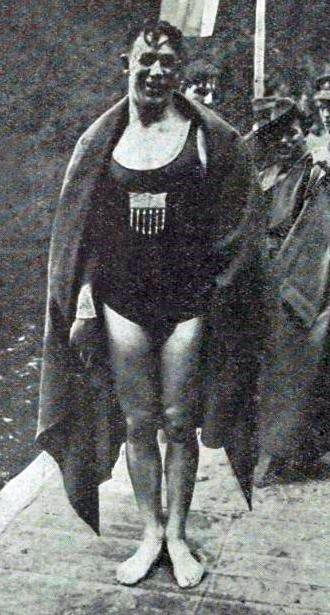
Norman Ross, 5 fois médaillé d'or.

Les Jeux interalliés (en anglais : Inter-Allied Games) sont une compétition multisports internationale organisés par les Alliés de la Première Guerre mondiale en 1919 à Paris. 

## Déroulement
Les Jeux interalliés se tiennent du 22 juin au 6 juillet 1919 au stade Pershing, qui vient d'être construit dans le bois de Vincennes par l'armée américaine et le mouvement de jeunesse YMCA, qui finance également l'événement et fournit l'équipement nécessaire. Le stade est considéré comme un cadeau des États-Unis à la France. Il tient son nom du général américain John Pershing.
La compétition n'est ouverte qu'au personnel militaire ayant participé aux combats de la Première Guerre mondiale du côté des « Alliés ». En sont donc exclus les vaincus. 18 nations participent, seules la Pologne et la Russie refusent l'invitation, pour des raisons politiques.
Bien que ces Jeux se veulent une célébration de la paix, ils sont aussi l'occasion pour la YMCA d'importer en Europe la culture sportive américaine et ses valeurs.

## Épreuves

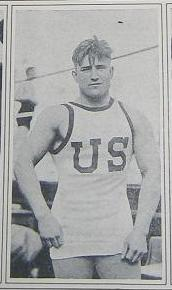
Le lutteur Ralph Parcaut pendant les Jeux.

Les épreuves incluent de l'athlétisme, de la natation, du baseball, du football, du rugby à XV, du basket-ball, du tennis, de la boxe, de l'équitation, du tir, l'escrime et la lutte.

### Athlétisme
Domination sans partage des Américains, mais le Français Jean Vermeulen gagne le cross-country de 10 000 mètres, et le marathon modifié (de 16 kilomètres).

### Basketball
Emmenés par Marty Friedman, les États-Unis dominent largement le tournoi qui les oppose à la France et à l'Italie. La France est balayée 96 à 6, les Italiens résistent mieux 55 à 17, alors que la France est battue 15 à 11 par les Italiens.
Il s'agit de la première grande compétition de basket-ball en Europe avec une affluence de plus de 20 000 spectateurs qui popularise définitivement le basket-ball en France.

### Baseball
Les Américains s'imposent contre les Canadiens, dans un tournoi n'opposant que ces deux équipes.

### Boxe
Le Français poids plume Louis de Ponthieu remporte sa finale, en battant l'américain Fundy.

### Escrime
Victoires françaises lors des tournois de fleuret (équipe Andrieux, Renom, Piquemal, Hugnet, Gauthier et Vanhuffel) et d'épée par équipes, et de Henri Laurent en simple pour l'épée.

### Équitation
Le Commandant français chef d'escadron de Soras obtient la victoire au raid de Chennevières de 55 kilomètres sur route, et au Concours individuel.

### Football
Huit sélections s'affrontent : France, Italie, Grèce et Roumanie dans le groupe A, Tchécoslovaquie, Belgique, États-Unis et Canada dans le groupe B. Sortis vainqueurs de leur groupe respectif, Français et Tchécoslovaques se retrouvent en finale. Ces derniers, qui comptent pour l'essentiel des joueurs du Sparta Prague et notamment sa vedette Antonín Janda, l'emportent (3-2), malgré les exploits du gardien de but français Pierre Chayriguès.
Le tournoi n'a pas été reconnu par la FIFA et le CIO, de sorte que ses matchs ne sont pas considérés comme des sélections officielles.[réf. nécessaire]

### Golf
Victoire du français Arnaud Massy, devant son compatriote Dauge, à La Boulie le 12 juillet.

### Lutte
Les français 'Aimable de la Calmette' (Béchard, dit) en gréco-romaine et Salvador Chevalier en catch gagnent leur finale respective, tous deux en catégorie poids lourds.

### Natation
Le Français Sommer parvient à gagner le 200 mètres brasse, au lac Saint-James. En water-polo, la Belgique bat la France en finale 3-0.

### Rugby
Le tournoi oppose trois équipes : États-Unis, France et Roumanie. La France l'emporte face aux États-Unis, 8 à 3, notamment grâce à Philippe Struxiano, auteur de tous les points de son équipe.

### Tennis
Les épreuves de tennis débutent le 27 mai sur les courts du Racing Club de France à la Croix-Catelan en présence d'une vingtaine de joueurs originaires de six pays : France, États-Unis, Tchécoslovaquie, Roumanie, Serbie et Australie. La France est représentée par Max Decugis, André Gobert, Jean Samazeuilh, Jacques Brugnon et Jean Le Besnerais. Les australiens peuvent compter sur quatre joueurs de premier ordre, à savoir Gerald Patterson, Randolph Lycett, Pat O'Hara Wood et Ron Thomas. L'équipe américaine est quant à elle emmenée par Watson Washburn. Sont également présents Karel Koželuh et son frère Joseph, le roumain Nicolae Mișu, ainsi que les frères Zdeněk et Ladislav Žemla.
En demi-finale, Gobert bat Washburn (6-2, 6-3, 6-4) et O'Hara Wood écarte Samazeuilh (6-4, 6-2, 8-6). Le Français André Gobert s'impose en finale contre O'Hara Wood. Ce dernier remporte l'épreuve de double avec Lycett contre Decugis et Gobert.

### Tir
Victoire des Américains, au fusil de guerre et au revolver.

## Sportifs américains notables
De nombreux athlètes américains d'un niveau plus qu'honorable remportent des médailles d'or, parmi lesquels le sprinteur Charley Paddock (3), le lanceur du marteau Patrick Ryan, le basketteur Marty Friedman, le lutteur Ralph Parcaut (en), le boxeur Gene Tunney, et surtout le nageur Norman Ross (5).

## Après la Seconde guerre mondiale
Des jeux interalliés de bien moindre importance se tinrent à Rome (1945) puis à Berlin (1946).